# Augustien Pluys
Augustien Pluys (ur. 5 maja 1890, data i miejsce śmierci nieznane) – belgijski gimnastyk, medalista olimpijski.
W 1920 r. reprezentował barwy Belgii na letnich igrzyskach olimpijskich w Antwerpii, zdobywając brązowy medal w ćwiczeniach z przyrządem drużynowo. 